# Yönten Gyatso
Yönten Gyatso (Mongolië, 1589 - 1616) was de vierde dalai lama. Hij was de achterkleinzoon van Altan Khan en de enige niet-Tibetaanse dalai lama.

## Politieke achtergrond
Na de dood van de derde dalai lama, Sönam Gyatso, stond de gelughiërarchie voor de vraag op welke wijze de tijdens het leven van Sönam Gyatso tot stand gekomen alliantie met de Tümed-Mongolen gecontinueerd diende te worden. Als de gelug zijn positie ten opzichte van de andere rivaliserende tradities wenste te handhaven was er een charismatisch opvolger noodzakelijk die de alliantie met de Mongolen kon voortzetten.
Er waren echter binnen de gelug grote verschillen van opvattingen hoe dat vorm gegeven moest worden. Er was een factie die van opvatting was dat de reïncarnatie van  Sönam Gyatso gevonden zou moeten worden in de nakomelingen van Altan Khan. Onderdeel van die strategie was de bekendmaking dat de opvolger van Sönam Gyatso gevonden was in Yönten Gyatso, de achterkleinzoon van Altan Khan. Er was echter een tweede factie die zich keerde tegen het idee van een niet-Tibetaanse dalai lama. Deze factie schoof een Tibetaanse kandidaat met de naam Könchok Rinchen naar voren. Er kon echter geen overtuigende meerderheid voor een van beide kandidaten gevonden worden. Die impasse heeft ongeveer 9 jaar geduurd. Die periode bracht Yönten Gyatso in Mongolië door omdat zijn veiligheid in Lhasa onvoldoende gewaarborgd kon worden. Yönten Gyatso ontving onderwijs van ook Tibetaanse lama's en bracht een deel van die periode  door in het eerste boeddhistische klooster van Mongolië, Erdene Zuu.
Uiteindelijk werd de beslissing geforceerd door Pälden Gyatso, die tijdens het leven van Sönam Gyatso leiding gaf aan de "labrang" van de dalai lama. Een labrang, letterlijk "huishouden", is het bedrijf, de corporatie waarin het economisch bezit van een reïncarnatielijn is ondergebracht. Tijdens zijn - volwassen - leven kan de betreffende tulku vrij beschikken over dat bezit.
Pälden Gyatso organiseerde, dat in 1600 een groep Mongoolse edelen, vergezeld door een stevig militair escorte, naar Lhasa kwam. De delegatie verzocht om de officiële erkenning van Yönten Gyatso tot dalai lama. Zij nodigden een Tibetaanse delegatie uit naar Mongolië te komen om Yönten Gyatso de gebruikelijke protocollaire en rituele tests te laten doen. Dat gebeurde in 1601 en in 1602 op de leeftijd van al dertien jaar arriveerde hij in Lhasa, waar hij dan als dalai lama geïnstalleerd werd. Sanggye Rinchen, de Ganden tripa van de gelug, gaf hem zijn monnikswijding. Lobsang Chökyi Gyaltsen, de abt van het klooster Tashilhunpo en later door de vijfde dalai lama benoemd tot de vierde pänchen lama werd zijn leraar.
De andere kandidaat Könchok Rinchen wordt gecompenseerd door hem op te nemen in een andere reïncarnatielijn, waardoor hij abt van het klooster Drigung kon worden.

## Yönten Gyatso als dalai lama
Net als zijn voorganger begon Yönten Gyatso intensief te reizen. Ook hij bezocht vele kloosters in Centraal-Tibet. De politieke situatie verschilde echter van de periode van Sönam Gyatso. Door de keus voor Yönten Gyatso was de alliantie met de Mongolen verder versterkt. Daarmee werd ook de positie van de gelug wat prominenter en dat creëerde spanningen met de op dat moment dominante partij in Tibet, de kagyutraditie en de met hen verbonden koning van Tsang.
De laatste kwam naar Lhasa om deel te nemen aan een ritueel van de gelug. De hiërarchie weigerde dat categorisch met het motief dat de koning een vijand van het gedachtegoed van de gelug zou zijn. Uit voorzorg zond de gelughiërarchie de dalai lama naar Samye waar hij veiliger geacht werd te zijn.
Er was daarnaast een kwestie van een brief met gelukswensen voor de dalai lama van Mipham Chökyi Wangchug, de zesde shamarpa. Deze was door het op dat moment ontbreken van een volwassen karmapa de machtigste lama van het Tibetaans boeddhisme en tevens de persoonlijke leraar van de koning van Tsang. De lama's van de gelug waren niet in staat de uiterst poëtische taal van de brief te ontcijferen en vermoedden dat die bedreigingen aan de dalai lama bevatten. De brief werd teruggestuurd met een uiterst beledigend antwoord.
Deze twee kwesties leidden later tot een ernstige vertraging in de bevestiging van Ngawang Lobsang Gyatso tot de vijfde dalai lama. De diep beledigde koning van Tsang, Püntsog Namgyal, inmiddels ook heerser over het grootste deel van Centraal-Tibet, verbood de gelug een opvolger voor Yönten Gyatso te selecteren.
Aan het eind van het leven van Yönten Gyatso stond Centraal-Tibet al op de rand van de naderende burgeroorlog. In 1616 was hij al ernstig ziek en werd enkele malen in de hete bronnen nabij Lhasa behandeld. Hij overleed in hetzelfde jaar. De feitelijke doodsoorzaak is nooit helder geworden. Een aantal historici gaan uit van de veronderstelling, dat hij vergiftigd werd. Yönten Gyatso werd opgevolgd door Ngawang Lobsang Gyatso, de vijfde dalai lama.
Net als de derde dalai lama heeft ook Yönten Gyatso maar een beperkt oeuvre aan literatuur geschreven, dat in één deel gebundeld is.

## In retrospectief
Yönten Gyatso had in ieder geval niet het charismatische karakter, waar een deel van de gelug hiërarchie op had gehoopt. Er zijn nauwelijks eigenstandige en onafhankelijke beslissingen van hem bekend. In belangrijke mate bleef hij een marionet van de hiërarchie van de gelug en met name van de abten van de grote kloosters rondom Lhasa. Zijn installatie als dalai lama had wel een aanzienlijke impact op de Mongoolse religieuze politiek. Meer en meer Mongoolse leiders en edelen slaagden erin hun kinderen erkend te krijgen als tulku (in het Mongools "khubilgai").
Hoewel vanaf deze periode ook boeddhistische literatuur in het Mongools werd vertaald en verspreid, werd Tibetaans de belangrijkste literaire taal voor geletterde Mongolen die op hun beurt bijdroegen aan de verdere ontwikkeling van Tibetaans boeddhistische geschriften.
Een ander resultaat was de enorme toename van het economisch bezit van de "labrang" van de reïncarnatielijn van de dalai lama als gevolg van de zeer vele geschenken die Yönten Gyatso van Mongoolse edelen ontving. De persoonlijke rijkdom van de dalai lama's in het historisch Tibet heeft zijn beginpunt bij deze dalai lama.
De gevormde alliantie tussen een deel van de Mongolen en Sönam Gyatso, de hierna volgende benoeming van Yönten Gyatso verzekerde de gelug in de 17e eeuw van voldoende militaire steun om allereerst hun eliminatie in de burgeroorlog van die eeuw te voorkomen en daarna onder de vijfde dalai lama de dominante machtsfactor in Tibet te worden. De connectie had echter ook als resultaat dat in het begin van de 18e eeuw Tibet een slagveld werd voor onderling Mongoolse twisten. Op het moment dat de Chinese keizer dit als een bedreiging voor de veiligheid ging zien, had het tot gevolg dat Tibet vanaf 1720 feitelijk een Chinees protectoraat werd.
- Gemeinsame Normdatei: 122235355
- International Standard Name Identifier: 0000 0000 3700 5615
- Library of Congress Control Number: n83060721
- Système universitaire de documentation: 143720899
- Virtual International Authority File: 77191978
- WorldCat: E39PBJht7bygvYDtG7pqm76BT3

1: Gendün Drub · 2: Gendün · 3: Sönam · 4: Yönten · 5: Ngawang Lobsang · 6: Tsangyang · (6: Yeshe) · 7: Kälsang · 8: Jampäl · 9: Lungtog · 10: Tsültrim · 11: Khädrub ·   12: Trinley · 13: Thubten · 14: Tenzin